# Kuhlia mugil
Kuhlia mugil és una espècie de peix pertanyent a la família Kuhliidae.

## Descripció
- Pot arribar a fer 40 cm de llargària màxima (normalment, en fa 20).
- 10 espines i 10-11 radis tous a l'aleta dorsal i 3 espines i 10-12 radis tous a l'anal.
- És platejat amb la part frontal del musell i la barbeta de color negrós.
- Aleta caudal de color blanc amb una franja fosca i dues bandes amples obliqües a través de cada lòbul.[3][4][5]

## Alimentació
Es nodreix a la nit de crustacis que neden lliurement i peixets.

## Hàbitat
És un peix marí i d'aigua salabrosa, associat als esculls i de clima tropical (32°N-32°S) que viu entre 3 i 18 m de fondària.

## Distribució geogràfica
Es troba des del mar Roig i l'Àfrica oriental fins al Pacífic oriental, el sud del Japó, Nova Gal·les del Sud (Austràlia) i l'illa de Lord Howe. És absent de l'illa de Pasqua, Pitcairn, les illes Marqueses, les illes Hawaii i l'atol Johnston.

## Observacions
És inofensiu per als humans i es comercialitza fresc o en salaó.